# Smitty - Un amico a quattro zampe
Smitty - Un amico a quattro zampe (Smitty) è un film del 2012 diretto da David Mickey Evans.

## Trama
Ben è un ragazzino di tredici anni che ne ha combinata un'altra delle sue. Finito davanti al giudice, la madre è costretta a decidere se mandarlo in riformatorio o dal nonno Jack, con cui non ha rapporti dalla nascita del figlio.
Giunto dal nonno nello stato dello Iowa, egli gli compra un amico a quattro zampe, che viene chiamato "cane". I primi giorni non sono i migliori per Ben, ma col passare del tempo apprende tutte le lezioni di vita di cui necessita.